# 海底郵便局
海底郵便局（かいていゆうびんきょく）とは、海底に設置された郵便局。
1939〜40年に、バハマのナッソーに設置された「SEA FLOOR」が世界初である。
2003年5月26日、バヌアツのハダウェイ島海洋自然保護区内、水深約3mの海底に設置された郵便局が、現時点で世界唯一の海底郵便局となっている。

## 概要
特別に訓練を受けた郵便局員4人がダイビング用具を着用して潜り、はがきの販売や押印作業にあたっている。
海底ゆえに耐水加工の専用はがきや、エンボス方式の日付印を使うなどの工夫が施されている。
利用者（ダイバーやシュノーケラー）は、自ら潜って海底郵便局に郵便物を投函することができる。
なお、営業時間は一日に1〜2時間程度だが、来客数によっては若干変わることもある。